# ザイヌル・アービディーン (カシュミール・スルターン朝)
ザイヌル・アービディーン（Zain-ul Abidin, 生年不詳 - 1470年）は、北インド、カシュミール・スルターン朝の君主（在位：1420年 - 1470年）。
その治世はカシュミール・スルターン朝の最盛期であり、宗教的融和が保たれ、経済は発展し、領土は拡大したため、ザイヌル・アービディーンは「ブッド・シャー」（Bud Shah, 偉大な王）として語り継がれている。

## 生涯
1413年、父シカンダルが死亡すると、兄のアリー・シャーが即位した。
1420年にアリー・シャーはメッカへの巡礼に旅立ち、弟のザイヌル・アービディーンが王位を継いだ。その治世はカシュミール・スルターン朝の黄金期ともいえる治世であった。
ザイヌル・アービディーンは宗教的に寛容であった。彼は父の代に弾圧されたヒンドゥー教徒ら非ムスリムと和解し、カシュミールに帰国させた。ヒンドゥー教に改宗したい者には改宗の自由が与えられた。
ザイヌル・アービディーンは新たなヒンドゥー寺院の建設を認めたばかりか、ヒンドゥー教の図書館も修復し、ヒンドゥー教徒の免税地も返還した。異教徒への人頭税（ジズヤ）を廃止し、牛の屠殺も禁止したばかりか、サティーの禁止を解くなどさまざまな政策を行った。
また、ザイヌル・アービディーンの治世、ヒンドゥー教徒は政権で高位の職に就くことが出来、ヒンドゥー教徒のスーリヤ・バットが司法大臣・宮廷医の職を得た。ザイヌル・アービディーンの妃2人はジャンムーのラージャの娘であり、彼女らは4人の息子を生んだ。
ザイヌル・アービディーンは学者としても知られ、カシュミール語、チベット語、ペルシア語、サンスクリット語をよく理解していた。その宮廷ではムスリムとヒンドゥーの文人らで賑わい、彼はマハーバーラタといったサンスクリット語作品のみならず、カルハナの著した王朝の歴史書ラージャタランギニーをペルシア語に翻訳させた。彼は音楽にも興味を持ち、グワーリヤル王国の君主はこのことを聞くと、2つの珍しいサンスクリット語の音楽論を送った。
また、ザイヌル・アービディーンは王国の経済発展を試みた。彼は中央アジアのサマルカンドに人を派遣し、製紙法や製本術を学ばせたり、他にも多くの石切り、艶出し、ビン製造、金箔作り、肩掛け布といった技術を育成した。銃や火薬製造技術も彼の治世で発達した。多くのダム、水路、橋が建設され、農業も発展した。
対外的には、ザイヌル・アービディーンはラダックに侵入したモンゴル人を打ち破り、バールティスターン、ジャンムー、ラージャウリーを支配下に入れ、その領土は大きく広がった。
これらの偉業からザイヌル・アービディーンの名声は遠方の地域にまで広がった。彼はインドのほかの地域の指導者のみならず、アジアのほかの指導者たちとも交流をもった。
1470年、ザイヌル・アービディーンは死亡し、50年に渡る治世を終えた。王位は息子ハイダル・シャーが継承したが、その死を以て王朝は衰退に向かった。以後、政権内部の抗争に加え、パンジャーブ地方から度重なる侵攻により、王朝内は混乱が続いた。